# Mar de emociones
Mar de Emociones (Mar De Emoções) fue una canción latina compuesta por el brasileño Beto Barbosa y versionada en español por diversos grupos musicales con letra de Rodolfo Tovar.

## Los Chavales
El grupo mexicano Los Chavales, que tuvo mucho éxito durante los principios de los años noventa, este éxito musical lo cantaban y que también lo tocaban en fiestas, también tuvieron otra canción titulada "Me enamore en una Combi", esta canción tipo lambada en español pego mucho en todas las discotecas de Latinoamérica y sobre todo en el Perú.

### Otras canciones
Entre otras canciones tenían:
- A ella le gusta la lambada
- Danzando Lambada
- Alegre Bum
- Huayayay

## Alfredo el Pulpo
Este organista mexicano de música tropical lo versionó también y ha aparecido en diversas reediciones de sus éxitos:
- Alfredo "El Pulpo", 14 Éxitos, Vol. 2, 1994
- Alfredo "El Pulpo", 20 Éxitos Tropicales, 1995

## Supergallo
Este grupo mexicano lo versionó con el nombre de "Bambolé" en su LP "Lambada con Supergallo".

## Afrosound
Este grupo de Medellín Colombia combina una mezcla del "sonido Paisa" con música cultural andina principalmente con raíces Colombianas como su autóctona cumbia, música tropical, e influencias peruanas, todo un "popurrí" de músicos de diversos lugares de Latinoamérica lo versionó en español en voz de Jorge Juan Mejía y también ha aparecido en varias ediciones.